# Goulven Morvan
Pour les articles homonymes, voir Morvan (homonymie).
Goulven Morvan, né le 12 décembre 1819 à La Forest-Landerneau et mort le 16 février 1891 à l'Abbaye Notre-Dame de Timadeuc, est un prêtre catholique et écrivain français.

## Biographie
Yves-Goulven Morvan est originaire de La Forest Landerneau. Ordonné prêtre en 1851, il fonde en 1865 Feiz ha Breiz, une revue en langue bretonne. D'abord recteur de Kerrien (1851), Brasparts (1854), Plouigneau (1859) puis du Trehou (1861), il est appelé à Quimper par Mgr Sergent pour y fonder et diriger un hebdomadaire catholique tout en breton, destiné au clergé, aux paysans instruits et à la bourgeoisie des villes : Feiz ha Breiz. Il s'y consacre de 1865 à 1874 (moins un intermède comme recteur de Penharz d'avril 1869 à février 1870), rédigeant seul, si l'on en croit MM. Le Dû et Le Berre, « la majeure partie des 550 numéros qui parurent entre 1865 et 1874 ».
Entré comme trappiste à l'abbaye Notre-Dame de Melleray (La Meilleraye-de-Bretagne) en 1873, il finit ses jours sous-prieur de l'abbaye Notre-Dame de Timadeuc le 16 février 1891.